# Milesia virginiensis
Milesia virginiensis là một loài ruồi trong họ Ruồi giả ong (Syrphidae). Loài này được Drury mô tả khoa học đầu tiên năm 1773. Milesia virginiensis phân bố ở miền Tân bắc